# Matej Socovka
Matej Socovka (* 27. Februar 2000 in Trebišov) ist ein slowakischer Fußballspieler.

## Karriere

### Verein
Socovka begann seine Karriere bei der Union St. Florian. Zur Saison 2014/15 wechselte er in die Akademie der SV Ried, in der er in den folgenden fünf Jahren sämtliche Altersstufen durchlief. Zur Saison 2019/20 rückte er in den Kader der Amateure der Rieder. Im Oktober 2019 debütierte er gegen den TuS Bad Gleichenberg in der Regionalliga. Bis zum COVID-bedingten Saisonabbruch kam er zu drei Regionalligaeinsätzen.
Zur Saison 2020/21 wechselte der Mittelfeldspieler zu den fünftklassigen Amateuren des FC Blau-Weiß Linz. In der ebenfalls abgebrochenen Saison 2020/21 kam er zu sieben Einsätzen in der Landesliga. Zur Saison 2021/22 rückte Socovka in den Profikader der Oberösterreicher. Sein Debüt in der 2. Liga gab er im September 2021, als er am achten Spieltag jener Saison gegen den SKU Amstetten in der 87. Minute für Tobias Koch eingewechselt wurde. Für Linz kam er bis Saisonende zu vier Zweitligaeinsätzen. Nach der Saison 2021/22 verließ er den Verein.
Daraufhin wechselte er zur Saison 2022/23 zur viertklassigen Union Dietach. Bereits in der Winterpause wechselte er innerhalb der Liga zur DSG Union Perg, die er abermals nach einer halben Saison wieder verließ, um sich dem Ligakonkurrenten SV Friedburg anzuschließen. Dort brachte er es jedoch erst nach der Winterpause zu ersten Einsätzen für die Mannschaft. Noch im Sommer kehrte er zur Union Perg zurück, nur um in der Winterpause 2024/25 einen neuerlichen Vereinswechsel, diesmal zum Wiener Stadtligisten Landstraßer AC, anzutreten.

### Nationalmannschaft
Socovka spielte 2016 für die slowakische U-16-Auswahl.